# Semiricinula tissoti
Semiricinula tissoti is een slakkensoort uit de familie van de Muricidae. De wetenschappelijke naam van de soort is voor het eerst geldig gepubliceerd in 1852 door Petit de la Saussaye.